# Koromica
Koromica (lat. Silaum), monotipski biljni rod trajnica iz porodice štitarki raširen od Europe do zapadnog Sibira, a uvezena je i u Kinu i Dansku
Jedina vrsta je žućkasta koromica, ili Silaum silaus

## Sinonim i
Postoje mnogobrojni sinonimi za vrstu.